# Odontomelus luctuosus
Odontomelus luctuosus är en insektsart som först beskrevs av Bolívar, I. 1909.  Odontomelus luctuosus ingår i släktet Odontomelus och familjen gräshoppor. Inga underarter finns listade i Catalogue of Life.